# Хом'як Михайло
Миха́йло Хом'я́к (12 серпня 1905, Стронятин, Галичина, Австро-Угорщина, нині: Жовківський район, Львівська область — 16 квітня 1984, Едмонтон, Канада) — український журналіст, юрист, громадський діяч. Дід міністерки фінансів Канади Христі Фріланд, тесть історика Джона-Пола Химки.

## Біографічні відомості
Михайло Хом'як родом із села Стронятина на Львівщині. Середню освіту здобув у філії Академічної гімназії у Львові, завершив студії права у Львівському університеті на рівні магістра (1931), у Кракові — доктора (1942). Працював у суді в Бібрці, вів адвокатську практику в Сяноці.
Активно дописував до галицьких газет: «Мета», «Рідна Школа», «Діло» (з 1934—1939) — член редакції). Редактор часопису «Краківських вістей» (1940—1944); тижневика «Холмська земля», літературно-мистецьких видань «Ілюстровані вісті» (1940—1941) та «Вечірня година».
На еміграції в Німеччині, з 1948 року в Канаді. У роках 1978—1979 роках редагував у Сарселі «Енциклопедію українознавства»; редактор газети «Українські вісті» в Едмонтоні (1981—1982). Автор численних розвідок і статей на теми церковної історії, мистецтва, права й освіти, та редактор монографій і пропам'ятних книг, серед інших: «Український народний дім — українці в Едмонтоні й Альберті» (1966).